# Кальченко Іван Іванович
Іван Іванович Кальченко (нар. 21 вересня (2 жовтня) 1904, Єйськ — 8 грудня 1975, Київ) — український радянський хірург, доктор медичних наук (з 1943 року), професор (з 1944 року), заслужений діяч науки УРСР (з 1951 року), заслужений лікар Удмуртської АРСР (з 1942 року).

## Біографія
Народився 21 вересня (2 жовтня) 1904 року в місті Єйську (тепер Краснодарського краю Росії). Трудову діяльність розпочав у сімнадцятирічному віці робітником. У 1929 році закінчив медичний факультет  Північно-Кавказького університету в Ростові-на-Дону. З 1929 року працював лікарем у Морозовському районі Північно-Кавказького краю, навчався в аспірантурі Північно-Кавказького університету в місті Ростові-на-Дону. В 1933–1939 роках працював асистентом в Архангельському медичному інституті; в 1939–1944 роках — завідувач кафедри оперативної хірургії Іжевського медичного інституту. Одночасно був консультантом евакуаційних госпіталів та начальником Удмуртської республіканської станції переливання крові. У 1943 році захистив докторську дисертацію на тему: «Травматичні пошкодження нервових стволів, пластика їх та тубаж». Вихованець школи професора П. М. Напалкова. Член ВКП(б) з 1940 року.
З 1944 року — професор та завідувач кафедри хірургії (одночасно в 1944–1957 роках — директор) Київського інституту удосконалення лікарів. З 1958 до 1960 року очолював лікарню Радянського Червоного Хреста в Ірані.

Могила Івана Кальченка

Помер 8 грудня 1975 року. Похований у Києві на Байковому кладовищі.

## Наукова діяльність
Автор 130 наукових праць, в тому числі 4 монографій. Праці присвячені питанням онкології, хірургічному лікуванню захворювань травного апарата, травматичним ушкодженням периферичного відділу нервової системи тощо.
Під його керівництвом виконані 30 докторських та кандидатських дисертацій. Засновник школи хірургічної гастроентерології. Учні — професори П. В. Лис, В. П. Хохоля.

## Відзнаки
Нагороджений орденом «Знак Пошани» (1961), Почесною Грамотою Президії Верховної Ради України, медалями.